# (34810) 2001 SN108
2001 SN108 (asteroide 34810) é um asteroide da cintura principal. Possui uma excentricidade de 0.10047090 e uma inclinação de 10.04873º.
Este asteroide foi descoberto no dia 20 de setembro de 2001 por LINEAR em Socorro.